# راديو بلوس أكادير
راديو بلوس أكادير هي إذاعة مغربية خاصة. تبث في مدينة أكادير فقط وتبلغ مساحة تغطيتها 40 كيلومترًا مربعًا. ناطقة باللغة الأمازيغية (تشلحيت) والعربية والفرنسية لتصل بذلك لشريحة واسعة من المستمعين. تتنوع برامج الإذاعة بين البرامج الأخبارية والخدمات والترفيه.

## وصلات خارجية
استمع راديو بلوس أكادير مباشر